# فیلتزجرالد امباکا
فیلتزجرالد امباکا (انگلیسی: Philtzgérald Mbaka؛ زادهٔ ۲۴ ژانویهٔ ۱۹۹۳) بازیکن فوتبال اهل فرانسه است.
از باشگاه‌هایی که در آن بازی کرده‌است می‌توان به باشگاه فوتبال ختافه اشاره کرد.
وی همچنین در تیم ملی فوتبال کنگو بازی کرده‌است.